# 第2回ジャパンボウル
第2回ジャパンボウルは1977年1月16日、国立競技場で行われたカレッジフットボールのオールスター東西対抗戦。NCAA1部の133校から選ばれた選手58人（コーチを含む合計62人）が参加した。入場者数、約58,000人を集めた試合は、西軍が21-10で前年に続いて勝利した。
試合開始前には、小学校1年から中学校2年までの子どもが各学年に分かれてパスとキックの力比べを見せた。ロングパスは府中市立府中第二中学校の2年生による37.5m、最長キックは同中学2年の38mであった。また横浜市立日吉南小学校、相模原市立並木小学校の子どもたちによるチビッ子フットボールの模範ゲームも行われた。

## 試合開催前の話題
全米1位のピッツバーグ大学、2位のUSCから3人、3位のミシガン大学、4位のヒューストン大学から2人が出場した。4年間でカレッジフットボール新記録の6,082ヤードを走るなどNCAA新記録を9個、タイ記録5個を作り、ピッツバーグ大学を39年ぶりに全米チャンピオンに押し上げたハイズマン賞受賞者のトニー・ドーセット やワシントン州立大学戦で51回のランで316ヤードのNCAA記録を作ったUSCのリッキー・ベルが注目された。他にもテネシー大学のWRラリー・セイバース、USCのオフェンスラインマービン・パウエル、ゲイリー・ジーター、ミシガン大学のLBカルビン・オニール、ウェイクフォレスト大学のビル・アームストロングなどが注目された。

## 試合経過
巨額の契約金が噂される選手達からは、元日に行われたローズボウル、シュガーボウルのような死にものぐるいの攻防は見られず、パスプレーとオープンプレーが中心となった。
第1Q、西軍は2分15秒にネブラスカ大学のQBビンス・フェラガモからコロラド大学のドン・ハッセルベック（マット・ハッセルベックの父）へのTDパスで7-0と先制、東軍もスレイガーのパスで前進し、5分58秒にキッカー、スクラデーニが51ヤードのFGを成功させた。
第2Q、6分13秒に東軍は、メリーランド大学のディフェンスラインで198cm、115kgの巨漢ジョー・キャンベルがファンブルリカバーしたボールを80ヤード独走してTDをあげて10-7と逆転した。西軍は13分18秒に、フェラガモからキース・ハードウィッグへのTDパスで14-10と逆転した。
第4Q西軍は、QBビンス・フェラガモからハンドオフを受けた蒸気機関車のニックネームを持つワシントン大学のFBロビン・アールが突進しTDをあげた。東軍はミネソタ大学のQBトニー・ダンジーが約60mのパスをモーガンに投げたが、ホールディングの反則によりTDは無効となった。
注目されたトニー・ドーセットは、体調不良と言って、サイドラインでカメラをぶら下げたままぶらぶらして、第3Q残り15秒まで出場せず、2回のランのみであった。1回は左の密集を突破して15mほど走ったが、激しいタックルを受けてボールをファンブルした。出場を渋った彼に対して「こわしてやる」と言った選手もいた。またリッキー・ベルは16回のランで50ヤード（平均3.3ヤード）に抑えられた。
試合後のインタビューで西軍のゲイリー・ジーターは、「ミシガン大学とのローズボウルは、必死に戦ったが、きょうは心ゆくまでプレーをエンジョイした。」と語った。
日本体育大学の山本勉など日本人選手も6人が出場した。西軍の山本は試合終了間際のプレーで17ヤードを前進し、ファーストダウンを獲得した。

## その後
この試合に出場したカリフォルニア大学のQBジョー・ロスは大会直後の2月19日にがんのため21歳で亡くなった。彼を記念して第3回大会はジョー・ロスの記念大会とし、収益を米国ガン協会に寄付することが同年9月19日に決定した。NFLドラフト前に亡くなったロスだが、1977年のドラフトの際、NFLコミッショナーのピート・ロゼールはドラフトの有力候補であったロスの名を全体1位指名選手の前に発表し、黙祷をささげた。